# La Torbiera
La Torbiera, aussi appelé Zoo d'Agrate ou parc faunistique La Torbiera est un parc zoologique situé à Agrate Conturbia, dans la région du Piémont, en Italie et fondé en 1977. 
Membre de la World Association of Zoos and Aquariums (WAZA), il présente plusieurs mammifères comme le Chat sauvage, la Loutre cendrée ou le Binturong et possède plusieurs volières présentant des faisans ou encore des Tragopans.
Le Zooparc de Trégomeur a obtenu du zoo d'Agrate un panda roux et celui-ci a possédé dans les années 1990 des Chats marbrés, félins très rares dans les parcs zoologiques.

## Galerie

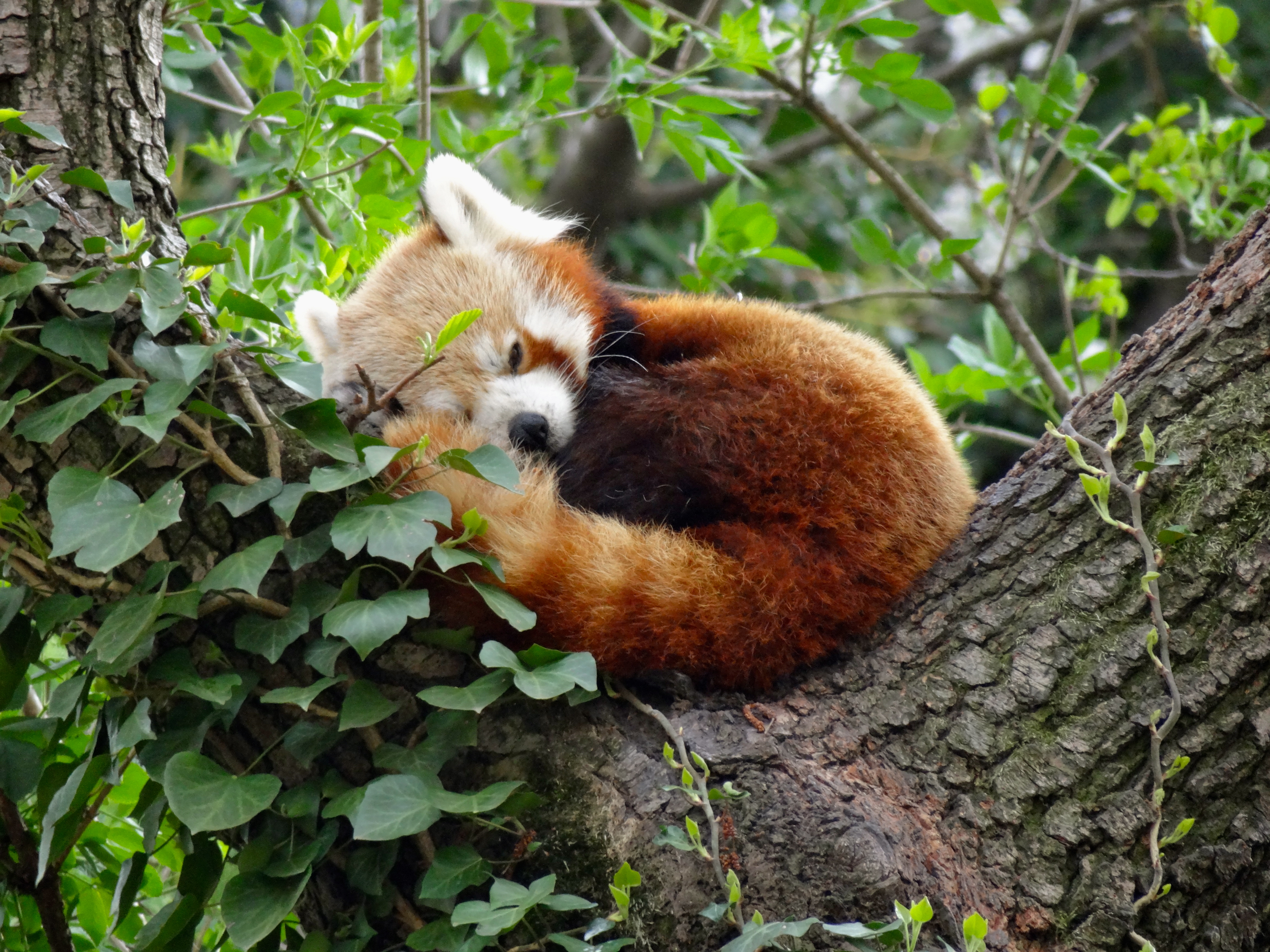
Ailurus fulgens
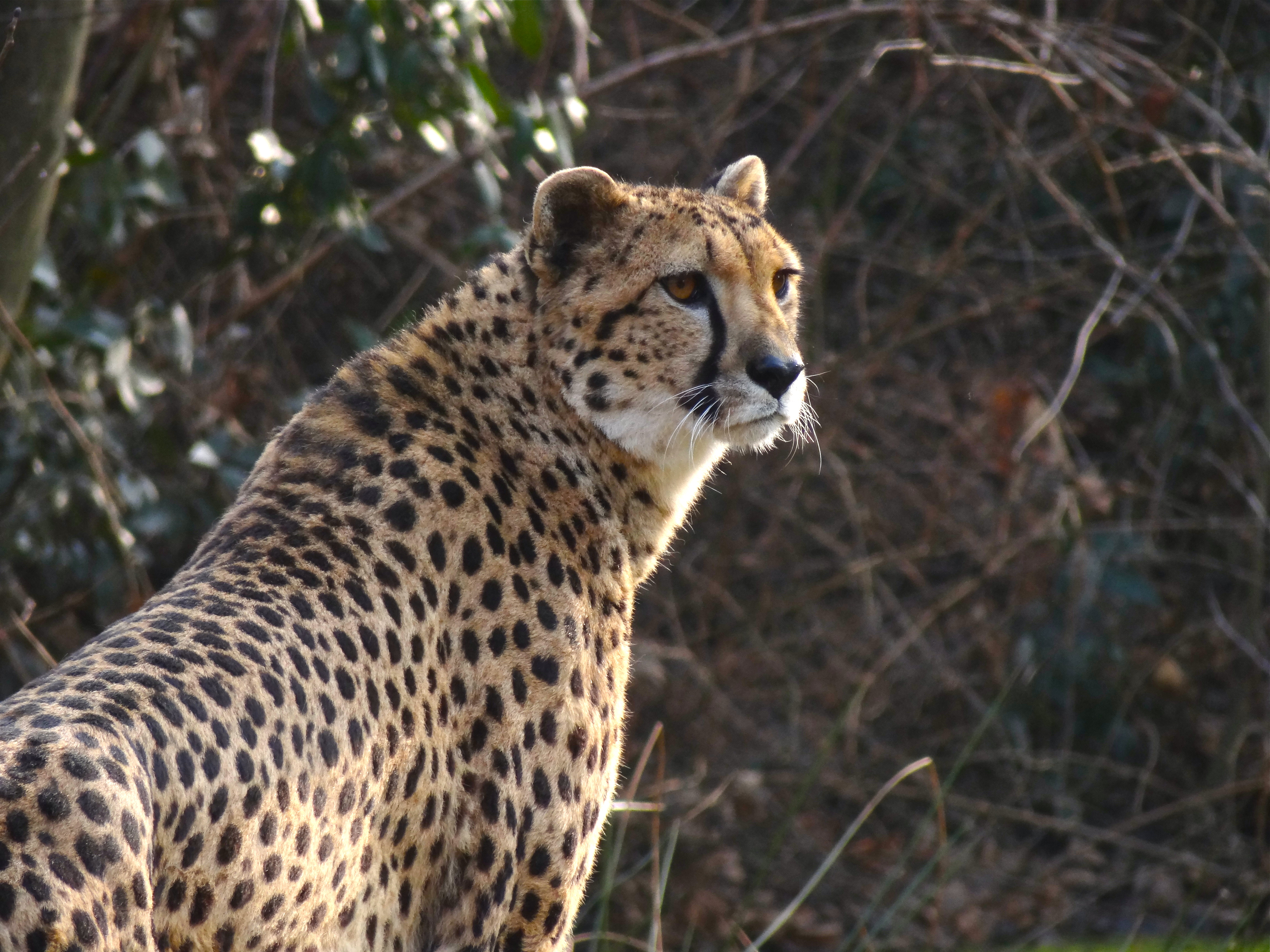
Guépard
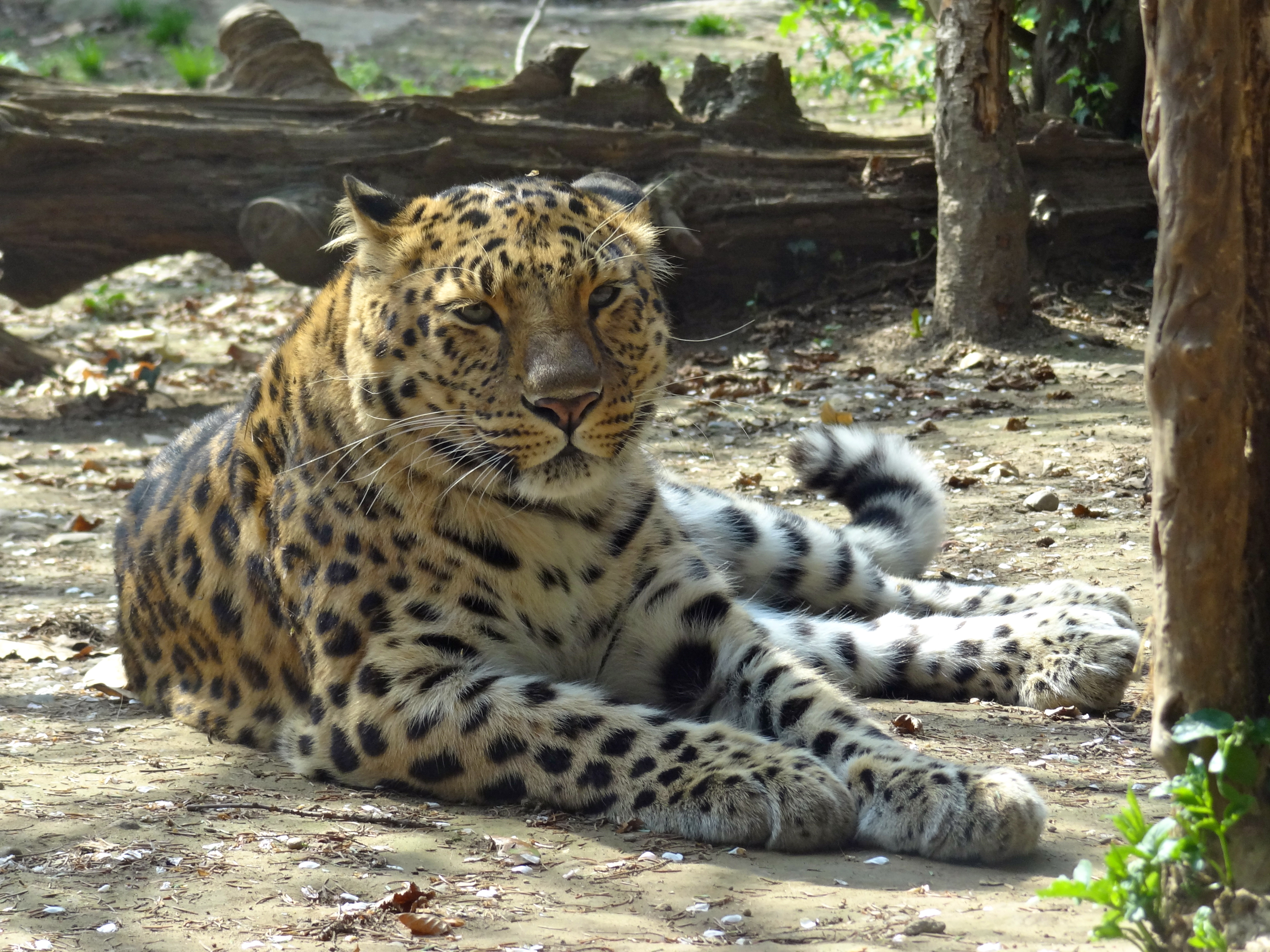
Panthera pardus orientalis